# 瓦胡卡
瓦胡卡（Ua-Huka）是法国海外集体法屬玻里尼西亞马克萨斯群岛行政区的一个市镇，领土涵盖同名岛屿。

## 地理
瓦胡卡（8°54'34"S, 139°33'0"W）面积83.4 平方千米，位于法国海外集体法屬玻里尼西亞馬克薩斯群島。
由于瓦胡卡领土为海洋中的一岛屿（外加几座小岛），故不与任何市镇接壤。

## 行政
瓦胡卡的邮政编码为98744、98747，INSEE市镇编码为98756。

## 政治
瓦胡卡的现任市长为内斯托尔·奥胡（Nestor Ohu）先生，任期为2020-2026年。

## 人口
瓦胡卡于2022年时的人口数量为719人。